# 17 Brygada Strzelców (URL)
17 Brygada Strzelców – oddział piechoty Armii Ukraińskiej Republiki Ludowej.

## Formowanie i zmiany organizacyjne
W wyniku rozmów atamana Symona Petlury z naczelnikiem państwa i zarazem naczelnym wodzem wojsk polskich Józefem Piłsudskim prowadzonych w grudniu 1919, ten ostatni wyraził zgodę na tworzenie ukraińskich jednostek wojskowych w Polsce.
Rozkazem dowódcy 6 Siczowej Dywizji Strzelców nr 25 z 31 marca 1920 rozpoczęto formowanie brygady. W skład brygady weszły: 48. i 49 kureń strzelców. Każdy kureń posiadał dwie półsotnie piechoty i dwie półsotnie karabinów maszynowych. 5 kwietnia brygada stacjonowała w czerwonych koszarach Twierdzy Brzeskiej. 21 kwietnia, po zakończeniu pierwszej fazy organizacji, brygada była gotowa do wyruszenia na front. W tym czasie składała się ze sztabu, dwóch kureni piechoty i czoty telefonicznej.
24 kwietnia, ostatnim eszelonem dywizji, brygada opuściła Brześć i 2 maja przybyła do Berdyczowa, a niedługo potem została przetransportowana do Kijowa. Tu kontynuowano prace organizacyjne. Półsotnie piechoty i karabinów maszynowych zostały przekształcone w sotnie. W sierpniu, wskutek intensywnych walk, liczebność brygady nieco się zmniejszyła. Na początku sierpnia 17 Brygada Strzelców, razem z innymi jednostkami 6 Siczowej Dywizji Strzelców, przeszła w podporządkowanie dowódcy Armii Czynnej.
W październiku Armia URL przeprowadziła mobilizację. W jej wyniku liczebność jej oddziałów znacznie wzrosła. W związku z podpisaniem przez Polskę układu o zawieszeniu broni na froncie przeciwbolszewickim, od 18 października wojska ukraińskie zmuszone były prowadzić działania zbrojne samodzielnie.
21 listopada, pod naporem wojsk sowieckich, brygada przeszła na zachodni brzeg Zbrucza, gdzie została internowana przez Wojsko Polskie. Rozkazem dowódcy dywizji nr 57 z 15 sierpnia 1921 została przekształcona w 17 kureń strzelców.

## Struktura organizacyjna
Organizacja brygady w październiku 1920
- dowództwo i sztab
- czota telefoniczna
- 49 kureń strzelców
- 50 kureń strzelców

## Żołnierze oddziału
| Dowództwo jednostki      |                        |       |
| Stopień, imię i nazwisko | Okres pełnienia służby | Uwagi |
| Dowódca brygady          |                        |       |
| płk Oleksa Woroniw       | 31 III – koniec wojny  |       |
| Szef sztabu              |                        |       |
| sot. Kostiantyn Reutiw   |                        |       |